# Maki Horikita
Maki Horikita (堀北 真希?, Horikita Maki; Kiyose, 6 ottobre 1988) è un'attrice, modella e doppiatrice giapponese.
La sua carriera è iniziata nel 2003, come junior idol, e da allora si è evoluta in ruoli televisivi e cinematografici.

## Biografia

### Infanzia
Nata Marina Hara, Maki Horikita è la maggiore di tre sorelle. Durante gli anni scolastici, era popolare per essere considerata un maschiaccio. Giocava frequentemente a basket e a baseball.

### Istruzione
Durante gli anni della scuola media, Horikita è stata vicepresidente del consiglio studentesco e vice-capitano del club di basket, oltre che capoclasse. Entrando nell'industria dello spettacolo, tuttavia, ha dovuto rinunciare ai suoi impegni scolastici.
Dopo aver completato l'istruzione superiore, ha effettuato con successo l'esame di ammissione all'università privata Chuo di Tokyo.

## Carriera

### Modella
Nel 2003, Horikita ha iniziato ad apparire in diversi spot pubblicitari come modella. Nello stesso anno è stato pubblicato il suo primo book fotografico, a tema leggermente gravure (vedi Junior Idol). Tuttavia, ha abbandonato gradualmente la carriera di modella quando ha iniziato ad apparire più spesso in televisione.
Gli spot pubblicitari più popolari ai quali ha partecipato sono quelli per la Fujifilm (nei quali è apparsa accanto all'altro idolo giapponese Tomoya Nagase) e per la Lotte (in particolar modo per le sue sottomarche Ghana e Airs). Nel 2008 è stata scelta come portavoce delle automobili giapponesi Honda.
Horikita è apparsa anche in diverse riviste per uomini e per adolescenti, la maggior parte delle quali presentava una sua foto in copertina. Nel 2008 ha effettuato degli scatti fotografici semi-nuda nel numero di ottobre della rivista AnAn, e nello stesso anno è stato pubblicato il suo ultimo book fotografico, intitolato S.
Maki è anche apparsa nella copertina dell'album First Kiss, una compilation formata da 15 canzoni di cantanti donne, pubblicata alla fine degli anni '90. L'album include canzoni di Hikaru Utada, Ringo Shiina e delle Brilliant Green.
La Nihon Monitor ha premiato Horikita come una delle sue migliori portavoce in Giappone, durante le annuali premiazioni Most Popular Personality in TV CMs.

### Cinema e televisione
Tra le varie apparizioni televisive di Horikita, le prime che le hanno fruttato qualche riconoscimento sono state nei dorama in successione del 2005 Densha Otoko (serie televisiva) e Nobuta wo Produce. Il suo ruolo in quest'ultima le ha fatto ottenere anche un premio come "Miglior attrice di supporto". Il premio a sua volta le ha portato la popolarità e la partecipazione in uno speciale televisivo di quattro notti, Tsubasa no oreta tenshitachi (angeli senza ali), al quale hanno partecipato quattro delle giovani attrici giapponesi più popolari in ruoli diversi, atti a rappresentare i lati oscuri della vita delle giovani donne giapponesi di questi anni.
D'altra parte, la chimica del suo personaggio Nobuko (comunemente conosciuta come Nobuta) e di Akira Kusano, interpretato dal membro della formazione j-pop NEWS, Tomohisa Yamashita, ha portato entrambi a recitare in un'ulteriore dorama l'anno successivo conosciuto come Kurosagi - Il truffatore nero. Qui Horikita ha ottenuto il suo secondo premio come "Miglior attrice di supporto" grazie alla sua interpretazione di "Tsurara Toshikawa", una studentessa di legge che disapprova i modi scorretti del protagonista Kurosagi, ma che tuttavia si innamora di lui. I produttori e gli sceneggiatori giapponesi hanno iniziato a notarla dopo il ruolo da protagonista da lei ottenuto nel dorama Teppan Shoujo Akane, ed il ruolo di una bulletta a capo di una classe di studenti ribelli nella serie televisiva Seito Shokun!. Maki ha anche partecipato ad un film frutto di una collaborazione tra il Giappone e la Corea del Sud, One Missed Call: Final, terzo ed ultimo paragrafo della serie One Missed Call con protagonisti Meisa Kuroki e Jang Geun-suk.
Arrivato il 2007, Maki ottiene il suo primo premio come "Miglior attrice" grazie al ruolo di Mizuki Ashiya, protagonista del celebre dorama Hanazakari no Kimitachi e, tratta dall'originale manga omonimo di Hisaya Nakajo. Verso la fine delle riprese di tale serie, Horikita ha tenuto varie conferenze stampa in cui annunciava la sua partecipazione ad altri tre progetti: un nuovo dorama intitolato Atsuhime; un film di suspense, intitolato Tokyo Shōnen, nel quale interpreta la protagonista con disturbi della personalità; il sequel del suo film di successo Always: Sunset on Third Street, intitolato Always: Zoku Sanchome no Yuhi.
Tutti i suoi lavori sono stati ripagati quando Horikita è stata scelta dalla rivista Vogue Nippon come una delle undici destinatarie del prestigioso premio Donna dell'Anno 2007, premio ottenuto anche da donne dello spettacolo Ayase Haruka e Anna Tsuchiya.
Agli inizi del 2008 Horikita fu scelta come attrice protagonista per uno speciale della NTV composto da due episodi di quattro ore, Tokyo Daikushu, mandato in onda il 17 e il 18 marzo 2008. Il drama fungeva da commemorazione speciale per la partecipazione del Giappone alla Seconda guerra mondiale, periodo in cui la nazione era sotto assedio. Al fianco dell'attore Tatsuya Fujiwara, reso famoso per la sua partecipazione al film Death Note - Il film, Maki ha interpretato l'infermiera Haruko Sakuragi, il cui padre era stato ucciso diversi anni prima durante un bombardamento. Fujiwara, invece, interpreta l'uomo che l'aveva salvata nel momento della morte di suo padre, e che la incontra di nuovo quando viene portato in ospedale a causa di alcuni problemi cardiaci. Le musiche della mini-serie sono state composte da Yoshiki Hayashi, musicista della famosa band j-rock X Japan.
Due anni dopo la messa in onda del dorama Kurosagi - Il truffatore nero, la TBS ha portato la serie al cinema, dove Horikita ha ripreso il suo ruolo originario di Tsurara Yoshikawa. Il film ha incassato ai botteghini circa 15.5 milioni di dollari.
Nell'ottobre dello stesso anno, Maki è tornata in televisione come protagonista della serie televisiva Innocent Love a fianco del cantante del gruppo Yuzu Yujin Kitagawa. Horikita ha recitato nel ruolo dell'eroina tragica Kanon Akiyama, una giovane donna che cerca una vita migliore lontano dalla sua città natale, lontana dalle persone che la giudicano solo per le sue origini familiari, e durante la sua nuova vita trova l'amore sotto forma del giovane pianista di una chiesa, interpretato da Yujin Kitagawa.
Horikita è anche apparsa nello speciale di TV Asahi messa in onda a dicembre dello stesso anno, Danso no Reijin, nel ruolo di Ri Kouran, attrice famosa in Cina e negli Stati Uniti negli anni '50.
Verso la fine dell'anno, è stata scelta ancora una volta come protagonista di un film, questa volta una collaborazione tra l'industria cinematografica giapponese e Hollywood, diretto dal regista internazionale Hans Canosa. Il ruolo interpretato da Maki è quello di Naomi, la protagonista femminile di Nakushita Kioku, che a sua volta è l'adattamento cinematografico del popolare romanzo di Gabrielle Zevin Memoirs of a Teenage Amnesiac (2007). Nel film, uscito in anteprima nell'autunno del 2009, appaiono anche Ken'ichi Matsuyama e Yūya Tegoshi, membro della formazione J-pop NEWS.

### Radio
Horikita era una delle sei giovani conduttrici dello show radiofonico GIRLS LOCKS!, un segmento del programma maggiore SCHOOL OF LOCKS!, trasmesso dalla tfm. Di solito chiamava le persone che le spedivano delle lettere come forma di risposta, e raccomandava agli ascoltatori dei libri da leggere. Il suo orario prefisso era alle 10.00 di sera, ogni terza o quarta settimana del mese. Tra le altre ragazze che conducevano lo stesso programma c'erano Yui Aragaki, Chiaki Kuriyama, Nana Eikura, Kie Kitano e Riko Narumi. Maki ha fatto la sua ultima apparizione radiofonica il 14 maggio 2009.

### Carriera da doppiatrice
Maki ha debuttato come doppiatrice di anime nel 2008, nel film animato di Doraemon, intitolato Nobita ed il gigante verde. Il suo personaggio era la giovane principessa del "Pianeta Verde", che trasferisce tutte le piante della Terra sul suo pianeta, a causa della distruzione ambientale che sta avvenendo sulla Terra.
Il 20 gennaio 2008 è apparsa in pubblico allo studio di Meguro, Tokyo, dopo le registrazioni per il film di Doraemon, insieme agli altri doppiatori del film animato. Pur avendo già avuto un'esperienza di doppiatrice nella serie di videogiochi Professor Layton sin dal 2006, Maki ha affermato che doppiare un personaggio animato è più difficoltoso rispetto ad un videogioco.
All'inizio del 2009, ha prestato la sua voce come doppiatrice di un personaggio del film animato belga in 3D Nat's Space Adventure 3D/Fly Me to the Moon. Il personaggio da lei doppiato è il protagonista, una giovane mosca maschio determinato ad esplorare l'universo che lo circonda.

## Filmografia

### Dorama
| Anno | Titolo inglese                  | Titolo giapponese                         | Ruolo                                |
| ---- | ------------------------------- | ----------------------------------------- | ------------------------------------ |
| 2003 | Mai Zenigata -Mobile Detective- | ケータイ刑事 銭形舞                       | Mai Zenigata                         |
| 2004 | Ningen No Shoumei               | 人間の証明                                | Sayaka                               |
| 2004 |                                 | ディビジョン1 ステージ8『放課後。』       | 道田真由子                           |
| 2005 | Densha Otoko                    | 電車男                                    | 山田葵                               |
| 2005 | Nobuta wo Produce               | 野ブタ。をプロデュース                    | 小谷信子/野ブタ Kotani Nobuko/Nobuta |
| 2006 | Kurosagi - Il truffatore nero   | クロサギ                                  | Tsurara Yoshikawa                    |
| 2006 | Teppan Shoujo Akane!            | 鉄板少女アカネ!!                          | 神楽アカネ                           |
| 2007 | Seito Shokun!                   | 生徒諸君!                                 | 樹村珠里亜                           |
| 2007 | Hanazakari no Kimitachi e       | 花ざかりの君たちへ〜イケメン♂パラダイス〜 | Mizuki Ashiya                        |
| 2008 | Atsuhime                        | 篤姫                                      | Kazunomiya                           |
| 2008 | Innocent Love                   | イノセント・ラヴ                          | Kanon Akiyama                        |
| 2009 | Atashinchi no danshi            | アタシんちの男子                          | Mineta Chisato                       |

- Tokujo Kabachi! (TBS, 2010)
- Wagaya no Rekishi come Yame Namiko (Fuji TV, 2010)
- Kikoku (TBS 2010)
- Yonimo Kimyona Monogatari SP (Fuji TV)
- Kakashi SP (Fuji TV)
- Umareru (TBS, 2011) come Manami
- Kaitō Yamaneko (ep. 6, cameo)

### Special televisivi
- Advanance of Peach (2003)
- Fall in Love on Sunday (2003)
- 68FILMS Tokyo Girls (2004)
- Her Sin (2004)
- Ghost Legend (2005)
- Kogoro VS Kintachi (2005)
- Broken-wings Angels - Chat Room (2006)
- Eru Boboraccha ga Yuku (2006)
- Terrible Room 6 (2006)
- Tsubasa no oreta tenshitachi (2006)
- Tensyadango DELUXE (2006)
- Teru Toko Temasyo! (2007)
- Love Stories - Strong Woman (2007)
- Tokyo Ambush (2008)
- Hanazakari no Kimitachi e Special - Graduate & 7 1/2 (2008)
- Pretty Woman Wearing Suits (2008) - ospite
- Chance! ~Her Reason To Win~ (2009)

### Cinema
- Seventh Anniversary, regia di Isao Yukisada (2003)
- Shibuya Kaidan, regia di Kei Horie (2004)
- Shibuya Kaidan 2, regia di Kei Horie (2004)
- Sekai no chūshin de, ai o sakebu, regia di Isao Yukisada (2004)
- Hirakata, regia di Yoshikazu Sugiyama (2004)
- Premonition (Yogen), regia di Norio Tsuruta (2004)
- Gyakkyou Nine, regia di Eiichirô Hasumi (2005)
- Hinokio, regia di Takahiko Akiyama (2005)
- Shinku, regia di Takashi Tsukinoki (2005)
- Always: Sunset on Third Street (Always - 3chome no Yuhi), regia di Takashi Yamazaki (2005)
- Haru no Ibasho, regia di Masatoshi Akihara (2006)
- Trick: The Movie 2, regia di Yukihiko Tsutsumi (2006)
- Kêtai Deka the movie, regia di Hirohisa Sasaki (2006)
- One Missed Call 3: Final, regia di Manabu Asô (2006)
- Argentine Baba, regia di Naoki Nagao (2007)
- Koi suru nichiyobi watashi. Koishita, regia di Ryûichi Hiroki (2007)
- Always: Sunset on Third Street 2 (Always: Sunset on Third Street 2), regia di Takashi Yamazaki (2007)
- Kurosagi, regia di Yasuharu Ishii (2008)
- Tōkyō shōnen, regia di Shunichi Hirano (2008)
- Il professor Layton e l'eterna Diva (Reiton kyôju to saigo no jikan ryokô), regia di Masakazu Hashimoto (2009) - voce
- Memoirs of a Teenage Amnesiac, regia di Hans Canosa (2010)
- Ōoku, regia di Fuminori Kaneko (2010)
- Byakuyakō, regia di Yoshihiro Fukagawa (2011)
- Korede iinoda! Eiga Akatsuka Fujio, regia di Hideaki Satô (2011)
- Always Sanchōme no Yūhi '64, regia di Takashi Yamazaki (2012)
- Kenchô omotenashi ka, regia di Yoshishige Miyake (2013)
- Ataru: The First Love & the Last Kill, regia di Hisashi Kimura (2013)
- Mugiko-san to (麦子さんと), regia di Keisuke Yoshida (2013)
- Higurashi no ki, regia di Takashi Koizumi (2014)

### Spot pubblicitari
- Nintendo GBA: Fire Emblem (2003)
- Nissinbo: Cotton Feel (2004)
- Fujifilm: Fujicolor (2004)
- Try@HOME: (2005)
- Lotte: Airs (2005)
- Suntory: Nacchan (2005)
- Lotte: Ghana (2006)
- Lotte: Ice Yogurt (2007)
- Shiseido: Seabreeze Deo & Water (2007)
- Lotte: Shasha (2007)
- KONAKA: KONAKA (2007)
- Suntory: White Nacchan (2008)
- Sound Shower Wedding Fashion Show (2008)
- Lotte: Gyugyutto (2008)
- NTT Docomo: A.042 (2008)
- Fujifilm: 10000 (2008)
- Suntory: Orange Nacchan (2008)
- Honda: STEP WGN (2008)
- Shiseido: Tsubaki (2009)

## Altri lavori

### Apparizioni in video musicali
- Bump of Chicken: Namida no Furusato
- Remioromen: Sangatsu Kokonoka (2005)
- Janne Da Arc: Furimukeba (2006)
- Going Under Ground: Hatsu Koi (2008)

### Book fotografici
- Shinkaron
- Bijomegane 2
- Hikokigumo
- NS Eyes
- Koisuru Nichiyoubi: Watashi, Koishita
- Castella
- Missmatch
- Cinematic
- Shinkansen & Love
- S

### Videogiochi
- Il professor Layton e il paese dei misteri (Luke Triton)
- Il professor Layton e lo scrigno di Pandora (Luke Triton)
- Il professor Layton e il futuro perduto (Luke Triton)
- Il professor Layton e il richiamo dello spettro (Luke Triton)
- Il professor Layton e la maschera dei miracoli (Luke Triton)
- Il Professor Layton vs. Phoenix Wright: Ace Attorney (Luke Triton)
- Il professor Layton e l'eredità degli Aslant (Luke Triton)

## Riconoscimenti
- Quarantasettesimi Television Academy Awards: Miglior attrice di supporto (Nobuta wo Produce)
- Quarantanovesimi Television Academy Awards: Miglior attrice di supporto (Kurosagi)
- Ventinovesimi Japan Academy Awards: Miglior attrice esordiente (Always: Sunset on Third Street)
- MTV Student Voice Awards 2006: Miglior attrice adolescente
- Cinquantaquattresimi Television Academy Awards: Miglior attrice (Hanazakari no Kimitachi e)
- Vogue Nippon – Donna dell'anno 2007: una delle undici destinatarie del premio
- TV Life: Miglior attrice (Hanazakari no Kimitachi e)